# Осми путник 4: Васкрснуће
Осми путник 4: Васкрснуће (енгл. Alien Resurrection; „Туђин васкрснуће”) је амерички научнофантастични-хорор филм из 1997. редитеља Жана-Пјера Женеа, писца Џоса Видона и главне улоге играју Сигорни Вивер и Винона Рајдер. Представља четврти део франшизе Осми путник и снимљен је у студијима 20th Century Fox у Лос Анђелесу.
Смештен 200 година након претходног дела Осми путник 3, Елен Рипли је клонирана и краљица ванземаљаца је хируршки уклоњена из њеног тела. Војска Уједињених Система се нада да ће узгајати ванземаљце за проучавање и истраживање свемирског брода USM Орига, користећи људске домаћине које им је отела и испоручила група најамника. Ванземаљци беже из својих затвора, док Риплијева и најамници покушавају да побегну и униште Оригу пре него што стигне на одредиште: Земљу. Додатне улоге играју Рон Перлман, Ден Хедаја, Џејмс Е. Фриман, Бред Дуриф и Мајкл Винкот.
Филм Осми путник 4: Васкрснуће је објављен 26. новембра 1997, за 20th Century Fox и зарадио је 47,8 милиона америчких долара у Северној Америци, најмање успешан у серији Осми путник на том континенту. Филм је, међутим, добро примљен на међународном нивоу, са зарадом од 113,6 милиона америчких долара, што укупно зараде 161,4 милиона америчких долара. Био је 43. филм са највећом зарадом у Северној Америци 1997, једанаест места испод филма Анастасија, још једног филма студија 20th Century Fox. Филм је номинован за шест награда Сатурн (укључујући за најбољи научнофантастични филм, за најбољу глумицу за Виверову, за најбољу споредну женску улогу за Рајдерову и за најбољег редитеља за Женеа).
Наставак филма Васкрснуће је био планиран јер је Џос Видон написао сценарио постављен за Земљу за филм Осми путник 5, иако Сигорни Вивер није била заинтересована за ову поставку, али је остала отворена да понови своју улогу Елен Рипли за пети део под условом да јој се свиђа прича. Иако је било планирано да више наставака прати филм Васкрснуће, на крају су напуштени јер је кросовер серија стигла са филмом Осми путник против Предатора из 2004. године, заједно са преднаставном серијом, укључујући филм Прометеј из 2012. редитеља Ридлија Скота, који је изјавио да филм претходи причи из филма Осми путник, али није директно повезан са франшизом оригиналног филма и да филм Прометеј истражује сопствену митологију и идеје. Приче о филму Васкрснуће настављене су у стрип серији Осми путник против Предатора против Терминатора и књигама Осми путник: Оригинални грех и Осми путник: Море туге.

## Радња
У 2379, двеста година након догађаја из филма Осми путник 3, војни научници Војног Уједињеног Система на свемирском броду USM Орига креирају клон Елен Рипли, назване Рипли 8, користећи ДНК из узорака крви узетих пре њене смрти. ДНК краљице ксеноморфа комбинован је са Риплиним, тако да клон расте са ембрионом у себи. Научници ваде ембрион, узгајају га и сакупљају његова јаја док Рипли 8 одржавају у животу ради даљег проучавања. Као резултат ДНК ксеноморфа у њој, клон има појачану снагу и рефлексе, помало киселу крв и психичку везу са ксеноморфима. Поред тога, генетска меморија ксеноморфа омогућава клону да има нека Риплина сећања.
Група најамника коју су чинили Елџин, Џонер, Кристи, Врис, Хилард и Колова, стижу у Огрију својим бродом Бети. Они испоручују неколико киднапованих људи у застоју. Војни научници користе људе као домаћине ванземаљаца, узгајајући неколико одраслих ксеноморфа за проучавање.
Посада брода Бети ускоро наилази на Риплијеву 8. Анали Кол препознаје њено име и покушава да је убије, сумњајући да би Риплијева 8 могла бити коришћена за стварање ксеноморфа, али створења су већ клонирана. Сада зрели ксеноморфи, свесни киселих својстава своје крви из горе поменуте генетске меморије, избегавају заточење убијајући једног од својих да би употребили његову киселу крв да би изгорели своју затворену просторију. Затим ухвате др Џонатана Гедимана и убију другог научника. Оштећују Оригу и убијају неке од људи који нису успели да се евакуишу, укључујући генерала Переза и Елџина. Још један члан посаде је ухваћен и зачахурен због морфирања јаја. Војни научник др Врен открива да је задата команда брода у хитним случајевима повратак на Земљу. Схвативши да ће ово ослободити ксеноморфе на Земљу, Риплијева 8, најамници, Врен, маринац по имену Дистефано и преживели домаћин ксеноморфа Пурвис, одлучују да крену према Бети и искористе је за уништавање Ориге. Успут, Риплијева 8 открива лабораторију која садржи гротескне резултате претходних седам неуспелих покушаја клонирања Елен Рипли. Преживели моли Риплијеву 8 да је еутаназира; она се придржава, а затим спаљује лабораторију и њен садржај.
Док се група пробија кроз оштећени брод, пливају кроз поплављену кухињу. Прогоне их два ксеноморфа. Један је убијен, док је други уграбио Хиларда. Док беже из кухиње, ксеноморф се враћа и слепи Кристи, који се жртвује да би убио ксеноморфа, како би остали могли да побегну. Након што је Врен издао групу, Колова је откривена као аутон, побољшана верзија човека створеног синтетиком. Користећи своју способност да се повеже са системима Ориге, Колова поставља за курс судар са Земљом, надајући се да ће уништити ксеноморфе у паду. Она одсече Бренов пут за бег и усмерава ксеноморфе према њему. Риплијева 8 је заробила ксеноморфа, док се остали упућују ка Бети. Врен, која се већ налази на броду, пуца на Пурвиса, узима Колову за таоца и захтева да прекине судар. Повређени Пурвис напада Врена и присиљава Вренову главу на прса баш у тренутку кад ксеноморфни ембрион који он носи пролази кроз његово ребро, узрокујући да и он пролази кроз Вренову главу, убијајући их обоје. Преживели пуцају и убијају малог ксеноморфа.
Риплијева је одведена у ванземаљско гнездо, где проналази Гедимана, још живог и делимично зачауреног. Краљица ванземаљаца, која је развила материцу као резултат њене генетске контаминације Риплијеве 8, рађа ксеноморфа са отворено људским особинама. Не могавши да се повеже са краљицом, хибрид ксеноморф препознаје Риплијеву 8 као мајку, па убија ванземаљску краљицу и Гедимана. Риплијева 8 користи дистракцију да побегне и крене до Бети.
Новорођени ванземаљац стиже до Бети и напада Колову, убивши Дистефана када јој покушава помоћи. Риплијева 8 проналази пут на брод и спашава Колову одвлачећи пажњу хибрида. Користећи своју киселу крв, Риплијева 8 топи рупу на прозору и гура хибрида према њој. Декомпресија насилно усисава биће кроз рупу и одлази у свемир, убијајући га док Риплијева 8 гледа у сузама.
Одбројавање Ориге се наставља како преживели беже у Бети. Орига се судара са Земљом, изазивајући велику експлозију. Док гледају према Земљи, Колова пита шта Риплијева 8 жели даље да ради. „Не знам. И даље сам непозната себи”, одговара она.

## Улоге
| Глумац             | Улога             |
| ------------------ | ----------------- |
| Сигорни Вивер      | Рипли 8           |
| Винона Рајдер      | Анали Кол         |
| Доминик Пинон      | Дом Врис          |
| Рон Перлман        | Рон Џонер         |
| Гари Дордан        | Гари Кристи       |
| Мајкл Винкот       | Френк Елџин       |
| Ким Флаверс        | Сабра Хилард      |
| Ден Хедаја         | Мартин Перез      |
| Џејмс Е. Фриман    | Мејсон Врен       |
| Бред Дуриф         | Џонатан Гедиман   |
| Рејмонд Круз       | Винсент Дистефано |
| Лиленд Орсер       | Лери Пурвис       |
| Каролин Кембел     | Анестезиолог      |
| Марлин Буш         | Карлин Вилијамсон |
| Дејвид Сејнт Џејмс | Ден Спраг         |
| Том Вудраф Млађи   | Ванземаљац        |
| Стивен Гилборн     | Отац              |